# Clematis kweichowensis
Clematis kweichowensis là một loài thực vật có hoa trong họ Mao lương. Loài này được C.Pei mô tả khoa học đầu tiên năm 1934.